# Klášter svatého Mikuláše (Jaffa)
Klášter svatého Mikuláše sídlí ve čtvrti Stará Jaffa v Tel Avivu–Jaffě, ve státě Izrael. Je situován v blízkosti přístavu, od ulice Retzif HaAliya HaShniya č. 3-7 (na nábřeží) po jižní hranici Netif HaMazalot a z jihovýchodu Segev street. Patří mezi nejstarší křesťanské lokality a komunity ve městě: byl založen před rokem 1000. Je klášterem arménské apoštolské církve v Palestině, spadá pod správu Arménského patriarchátu jeruzalémského.

## Historie
Přesné datum založení kláštera není známo, došlo k němu za vlády Abbásovců, před rokem 1000. Zasvěcení patronu námořníků, svatému Mikuláši z Myry, určilo umístění kostela s klášterem do blízkosti jaffského přístavu. 
Klášter sloužil jako první ze sítě vlastních církevních hospiců pro arménské poutníky ve Svaté zemi, jejich cesty organizovalo arménské bratrstvo sv. Jakuba. Z Jaffy na cestě do Jeruzaléma poutníci přespávali další noc v klášteře sv. Jiří v Ramle a pak v Arménské čtvrti v Jeruzalémě. Dále mohli pokračovat do svých enkláv v Nazaretu (je tam dosud, přímo za kostelem Narození Panny Marie), na sever do Haify a do Akkonu, nebo na západní břeh Jordánu do Betléma, Ramalláhu, Gazy, a dále do Ammanu v Jordánsku.
Za francouzské invaze byl v klášteře vojenský lazaret. V březnu roku 1799 zde údajně Napoleon Bonaparte navštívil své vojáky, nakažené morem. Žánrový obraz Napoleon navštěvuje oběti moru v Jaffě namaloval na císařovu objednávku jako propagandu o pět let později dvorní malíř Antoine-Jean Gros, který v Jaffě nikdy nebyl a pro architekturu mohl využít jen zběžné dobové kresby.     

## Architektura
Klášter s kostelem tvoří velký architektonický komplex objektů, kaskádovitě uspořádaných do dvou až čtyř nadzemních pater a navazující na systém chodeb někdejší pevnosti, kam se obyvatelé v případě ohrožení města mohli ukrýt. Dále je obklopen obchody a obytnými (rekreačními) domy arménské komunity. Dříve tak tvořil arménskou čtvrť. Směrem k východu se rozkládá zahrada s mnoha palmami a bujnou vegetací. Zavlažuje ji moderní systém meliorace, která užívá odsolenou mořskou vodu.
Kostel má v současnosti jeden vstup ze severozápadní strany (z nábřeží), vstup do kaple v patře je z nádvoří. Přiléhají k nim také další prostory komunitního centra.
Kostel je poměrně malý a nízký, trojlodní, jeho středověké pilíře jsou obestavěné pozdějšími zdmi, klenby jsou křížové a valené s výsečemi. Ze staršího vybavení se dochovala jen ikona svatého Mikuláše v severní lodi. 
Ze ostatních  středověkých prostor se dochovaly archeologické nálezy, fragmenty úseků zdiva a valených kleneb a síň sklenutá sloupem se středověkou hlavicí.  

## Galerie

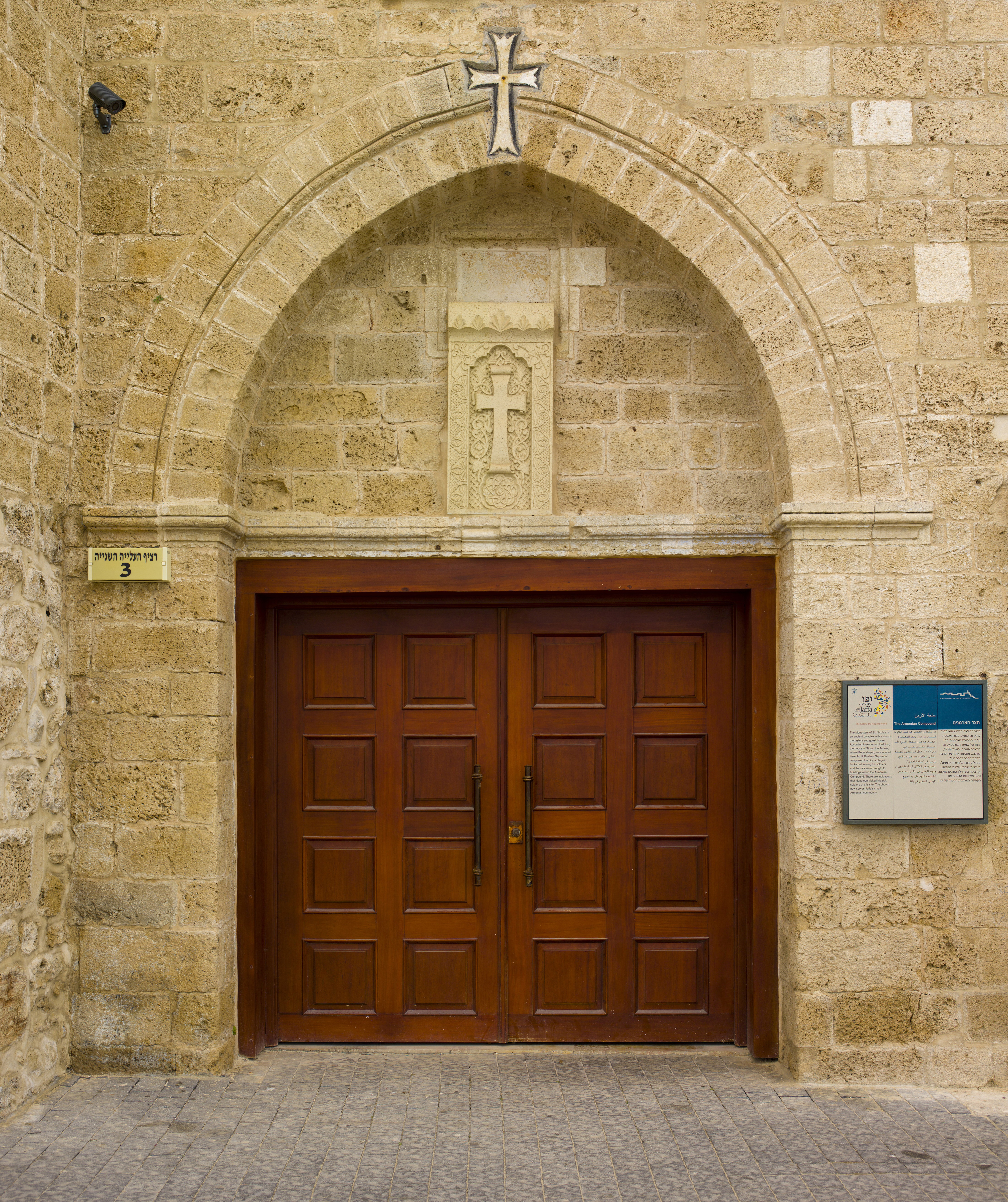
Hlavní vchod
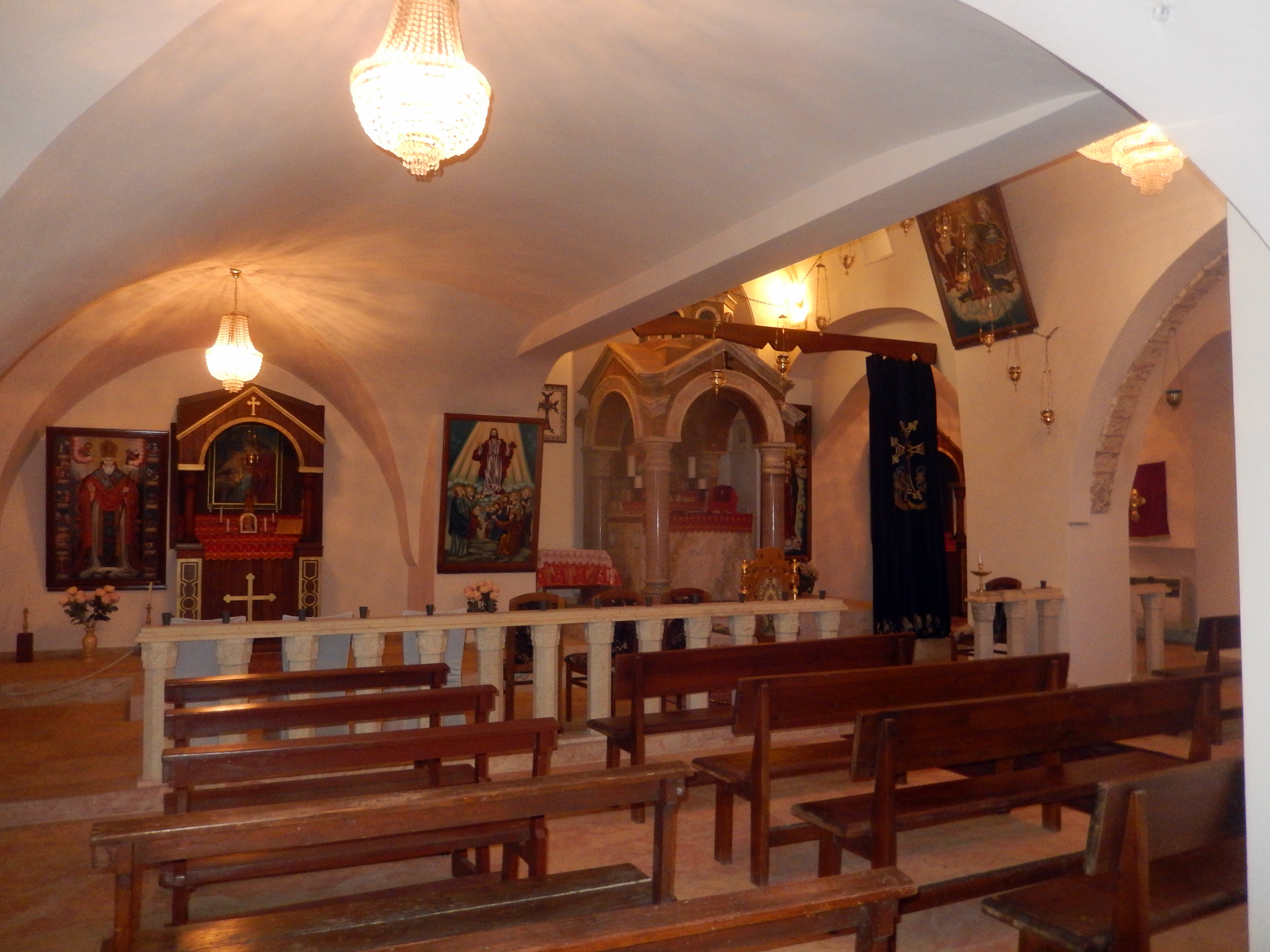
Interiér kostela
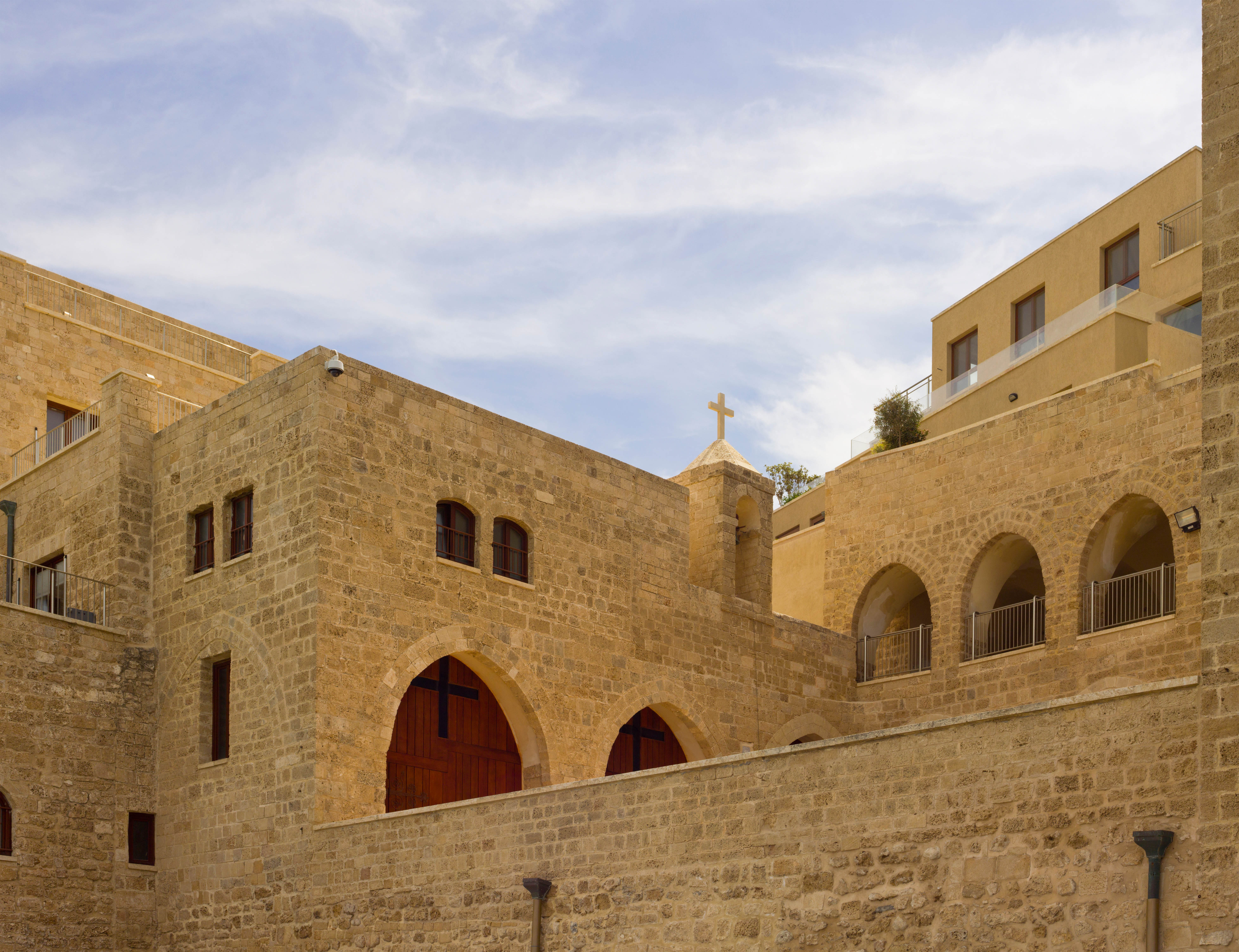
Druhé a třetí patro
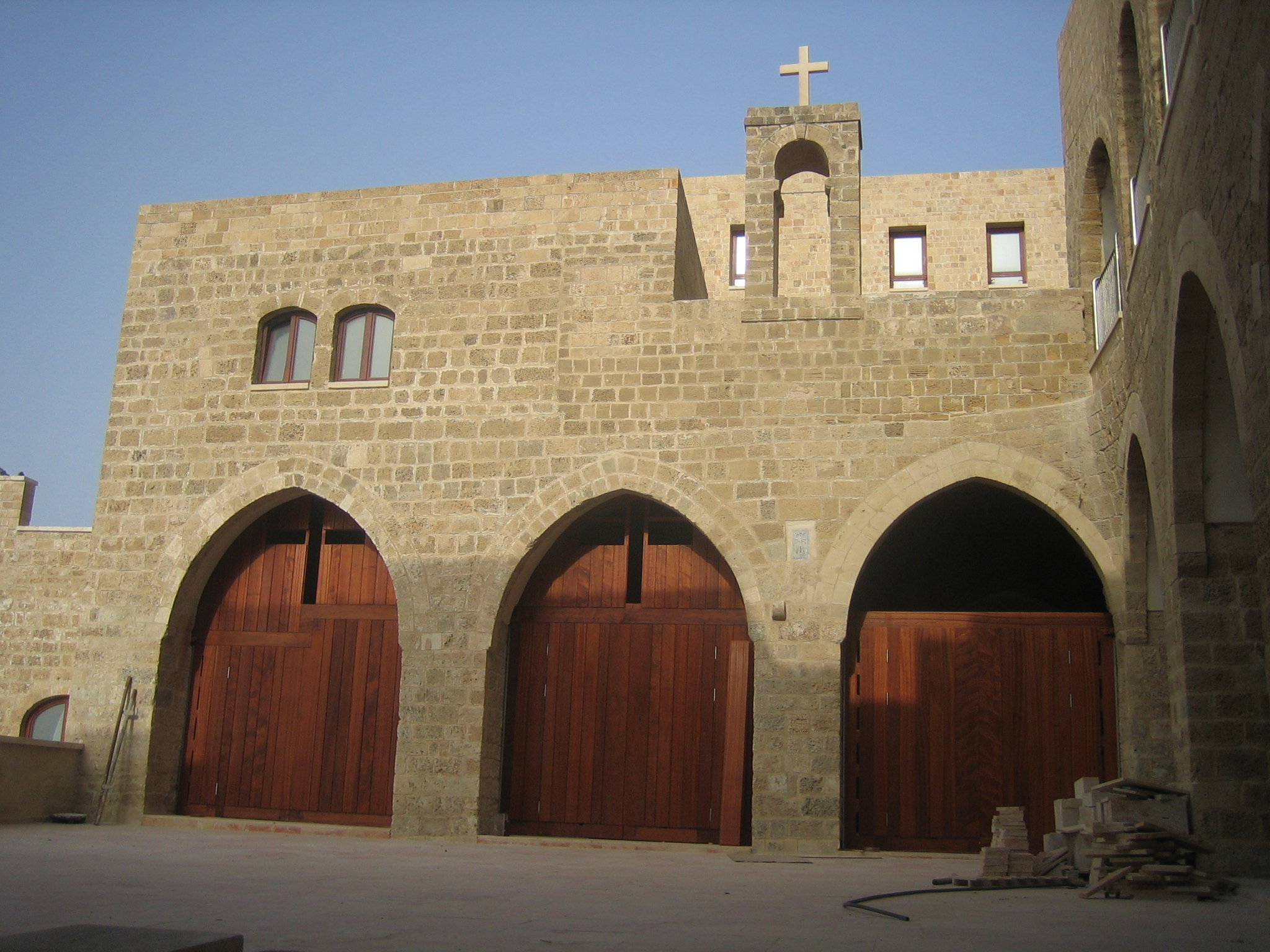
Kaple na terase druhého patra
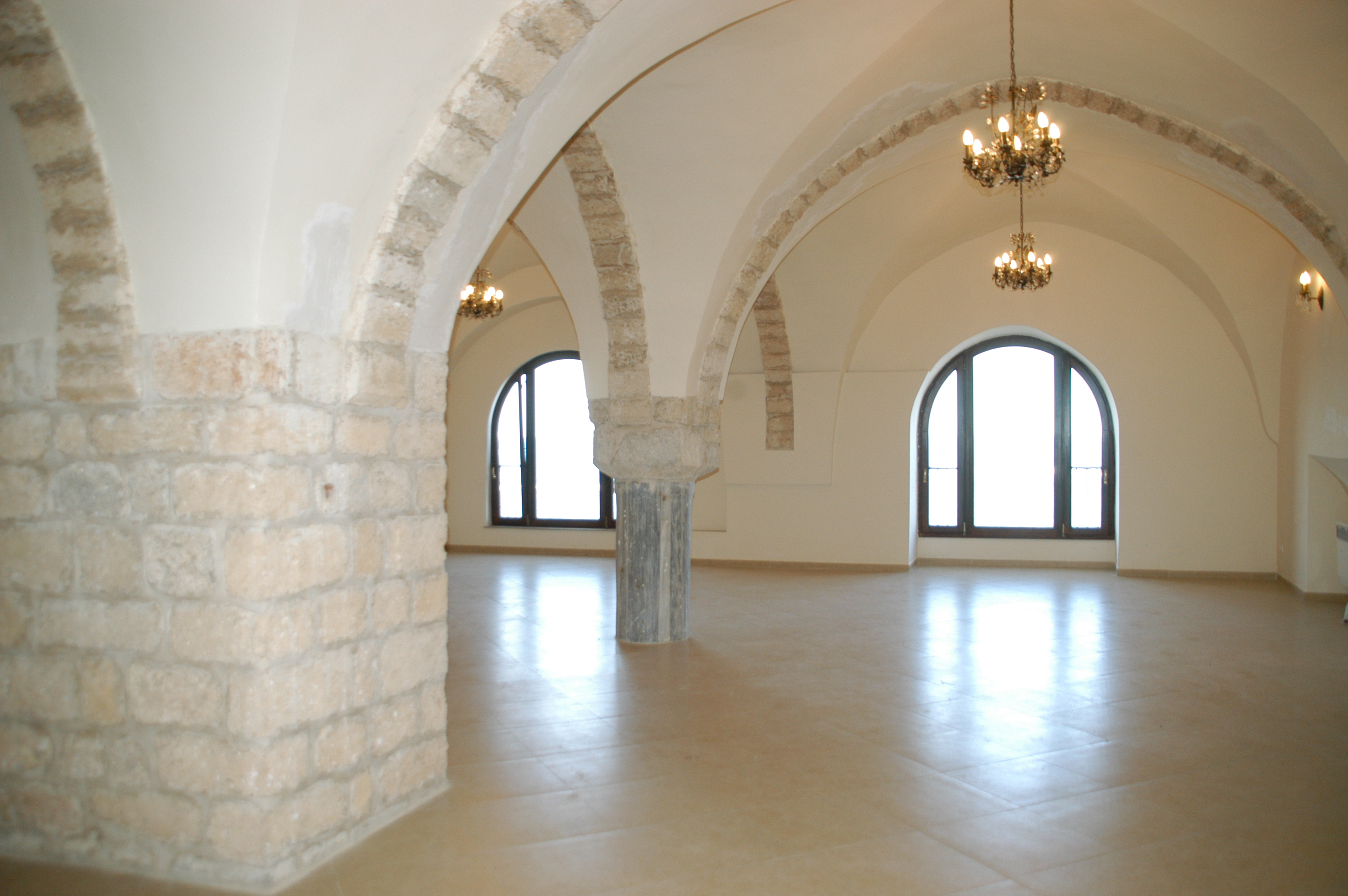
Středověká síň
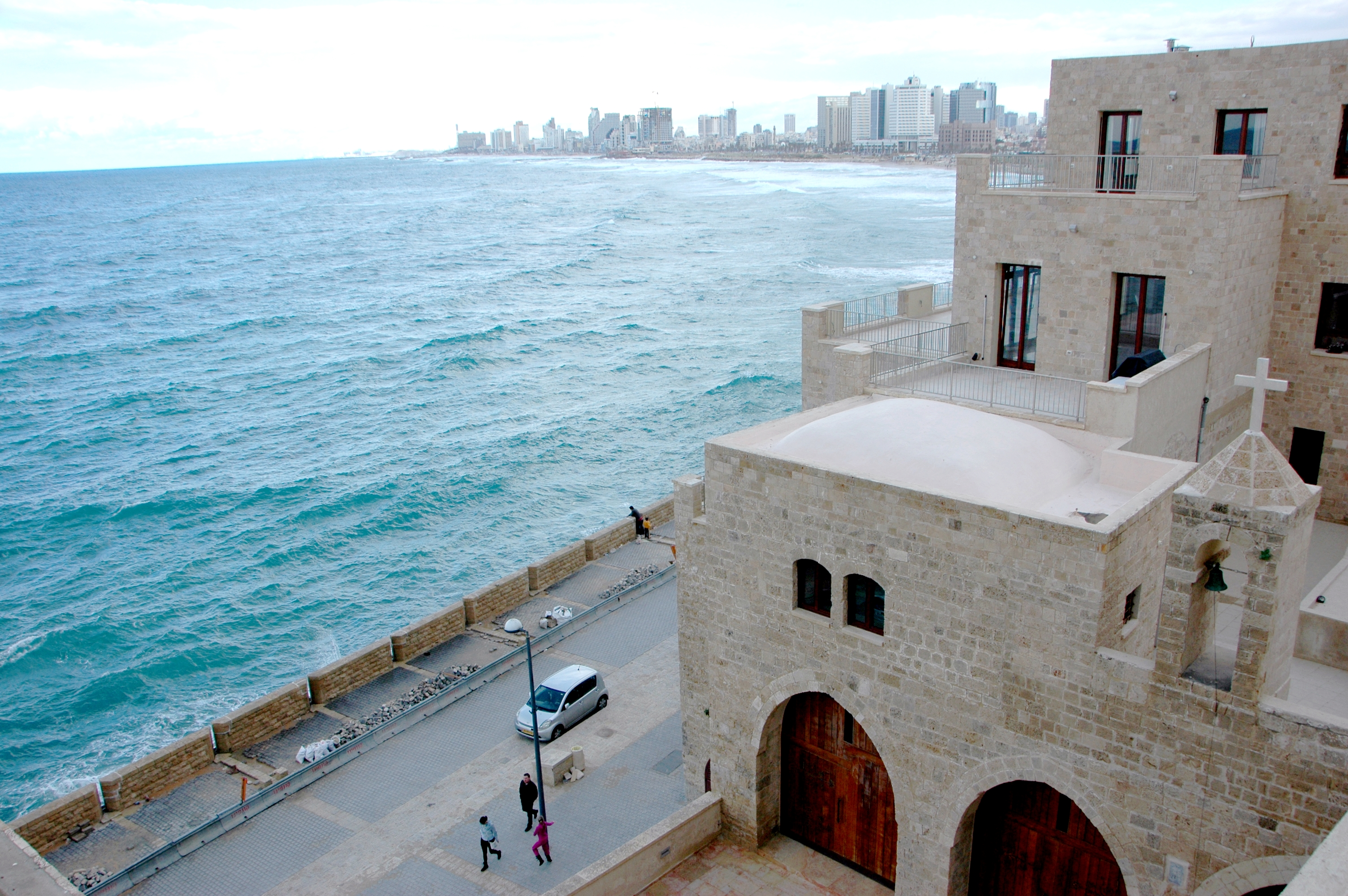
Pohled z terasy
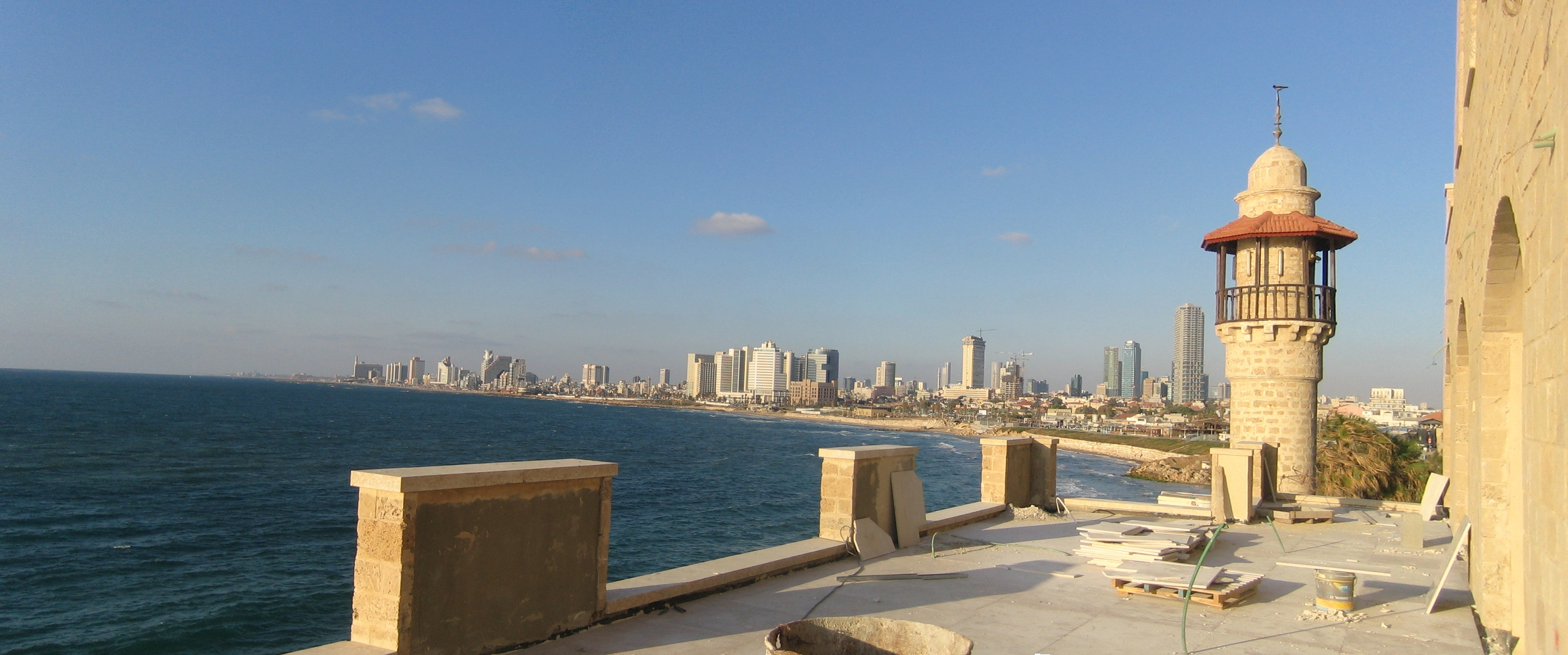
Pohled z balkónu přes minaret Mořské mešity